# João Galvão
João Galvão, originalmente João Rodrigues da Costa ou João Rodrigues Galvão (c. 1426 - 1485), foi um prelado português.

## Família
D. João Galvão era filho de Rui Galvão e de sua mulher Branca Gonçalves e irmão do Cronista Duarte Galvão. Deste D. João Galvão existem dois selos de 1467 onde, além de figuração religiosa, consta um escudo com as armas dos da Costa, o que vem confirmar que descendia por varonia de Afonso Lopes da Costa. Aliás, em novo, usou o nome João Rodrigues da Costa. 

## Biografia
Foi Frade Crúzio, recebendo o hábito de Cónego regrante em 1448, Cónego da Sé de Coimbra e Abade da Igreja de São Julião de Azurara e de São Martinho de Pindo. A 31 de Maio de 1451 D. Afonso V doa a João Rodrigues da Costa, filho de Rui Galvão, seu Secretário e Cavaleiro da sua Casa, uma tença anual, para mantimento dos seus estudos, de 5.000 reais de prata. A 7 de Julho de 1451 D. Afonso V privilegia Vasco de Resende, Lente de Lógica de estudo da cidade de Lisboa, a pedido de João Rodrigues, filho de Rui Galvão, seu criado, Cónego da Sé de Coimbra e Abade da Igreja de São Julião de Azurara e de São Martinho de Pindo, concedendo-lhes licença para trazer uma espada de ambas as mãos por todo o reino.
Em 1451 embarcou para Itália, na qualidade de Capelão da Infanta D. Leonor, irmã de D. Afonso V de Portugal, que ia desposar Frederico III, Imperador da Alemanha. Foi recebido em Siena pelo Prelado Enea Silvio Piccolomini, Patrício de Siena, com quem ficou mantendo correspondência sobre assuntos históricos. Aquele Prelado subiu ao trono pontifício com o nome de Pio II e nomeou João Galvão seu Legado em Portugal. A 1 de Julho de 1456 João Rodrigues Galvão é apresentado na Igreja de São Julião de Azurara, do Bispado de Viseu.
Por morte do 19.º Dom Prior-Mor do Mosteiro de Santa Cruz de Coimbra, D. Gomes, foi escolhido para 20.º titular daquele cargo, que pouco tempo exerceu, por, em 1460, ter sido investido na dignidade de 36.º Bispo de Coimbra, a contento do Rei e do Papa, mas com grande oposição do episcopado português. A 18 de Março de 1462 D. Afonso V autoriza o Legado Apostólico D. João Galvão, Bispo de Coimbra, a cumprir com o que fora incumbido pelo Santo Padre Pio II. Foi, também, do Conselho de El-Rei, de quem era grande amigo, sendo já mencionado enquanto tal quando a 30 de Agosto de 1462 D. Afonso V perdoa a todos aqueles que estiveram implicados na tirada da cadeia da cidade de Coimbra de Rui de Olivença, Meirinho  de D. João Galvão, Bispo de Coimbra, Legado Pontifício e do seu Conselho. Quando a 14 de Agosto de 1464 morreu Pio II e a 30 de Agosto desse ano subiu ao pontificado Paulo II, foram-lhe retirados os poderes de Legado Pontifício. A 25 de Abril de 1468 D. Afonso V doa a D. João Galvão, Bispo de Coimbra, uma tença anual de 150.000 reais de prata para seu assentamento.
Fez parte das expedições a Arzila, tomada a 24 de Agosto de 1471, e a Tânger. A 18 de Agosto de 1472 D. Afonso V nomeia D. João Galvão, Bispo de Coimbra e Conde de Santa Comba, do seu Conselho e já seu Escrivão da Puridade, para o cargo de Vedor-Mor das Obras e Resíduos do Reino ou das Obras Régias ou Obras Reais e Vedor ou Alcaide-Mor das Sacas das Comarcas da Beira e Ribacoa. A 25 de Setembro de 1472 foi elevado às honras da Nobreza por D. Afonso V, que privilegia por Carta D. João Galvão, Bispo de Coimbra, do seu Conselho, pelos serviços prestados na conquista da vila de Arzila e da cidade de Tânger, concedendo-lhe o título de 1.º Conde de Arganil, com todos os seus direitos, privilégios e jurisdição, para si e todos os seus sucessores no dito Bispado, in æternum na cátedra de Coimbra. Este 1.º Conde de Arganil, numa Provisão de 25 de Novembro de 1471, assinou 1.º Conde de Santa Comba, o que faz supor que já anteriormente tivesse tido a concessão deste título e a Carta de 25 de Setembro de 1472 apenas fosse a mudança dele. 
Nas Chancelarias , em época anterior a 1472, porém, não se encontra a concessão do título de Conde de Santa Comba. Afonso Álvares Nogueira, que traslada a Carta de Concessão deste título, acrescenta: E ainda ~q dantes disto alg~us prelados desta see se chamaraõ Condes de santa Comba era por .m. particular dos Reis mas naõ de jure Como agora se chamaõ Condes de Arganil. A 3 de Janeiro de 1473 D. Afonso V privilegia D. João Galvão, Bispo de Coimbra, Conde de Arganil, do seu Conselho, Escrivão da Puridade, Vedor-Mor das Obras Régias, concedendo-lhe licença, bem como aos seus sucessores que forem Bispos da cidade de Coimbra, para nomear um tabelião para o lugar de Arganil.
Nos últimos anos da sua vida perdeu as boas graças do Rei, que era então D. João II, e do Papa, que era então Sisto IV. Nomeado em 1481 33.º Arcebispo de Braga, tomou posse da Arquidiocese em 1482 antes de recebida a Bula Pontifícia respectiva, que nunca chegou a Portugal. Renunciou em 1485 ao Arcebispado, quando já tinha sido substituído na Sé de Coimbra.
Foi sepultado no Convento de Xabregas.
Por este tempo houve outro Prelado do mesmo nome Bispo de Ceuta de 1478 a 1480, que nada tem com o 1.º Bispo-Conde, a não ser serem parentes, com o qual, no entanto, tem sido confundido.